# JDiff
JDiff es un doclet javadoc que genera un informe HTML del estado (clases, campos, métodos, paquetes) cuando se comparan dos APIs; de esta forma es posible reconocer los cambios entre dos versiones distintas.